# 保護記者委員會
保护记者委员会（英語：Committee to Protect Journalists）是一个独立的非盈利团体，总部设于美国纽约市，其主要工作是推动全球新闻自由及捍卫记者的权利。

## 历史
成立于1981年，CPJ每年通过公开抗议和著文以施加影响，包括出版文章、发布新闻、专题报告、半年刊杂志Dangerous Assignments，以及新闻自由的世界年度调查Attacks on the Press。
CPJ还主持评选年度国际新闻自由奖，以表彰因报道新闻而被殴打、被威胁、被恐吓乃至被监禁的记者和新闻自由推动者。
每年，CPJ还会统计全球殉职被杀的新闻记者。1992年自CPJ开始这项统计以来，已经有799名记者被杀。
CPJ是国际言论交流自由（IFEX）的创建成员之一。IFEX是由70多个非政府组织构成的全球网络，该组织关注全世界的言论自由，捍卫因言获罪的记者、作家等。
2006年7月起，Joel Simon担任CPJ的执行理事，他的前任是Ann Cooper（1998年-2006年）。CPJ董事会成员有不少美国著名记者，包括克里斯汀·阿曼普、Tom Brokaw、Anne Garrels、Charlayne Hunter-Gault、Gwen Ifill、Jane Kramer、Anthony Lewis、Dave Marsh、Kati Marton、Michael Massing、Victor Navasky、Andres Oppenheimer、Clarence Page、Norman Pearlstine、Dan Rather、John Seigenthaler以及Mark Whitaker。
2016年5月，CPJ被联合国的工作小组投票否决了该组织的认证申请，因多国反对。

## 引用
1. ↑  .   [31 October 2019]. （原始内容存档于6 September 2015）.
2. ↑   (PDF). 2005  [2010-01-16]. （原始内容 (PDF)存档于2010-06-02）.
3. ↑  .   [2010-01-16]. （原始内容存档于2009-09-05）.
4. ↑  .   [2010-01-16]. （原始内容存档于2009-10-23）.
5. ↑  .   [2010-01-16]. （原始内容存档于2013-01-04）.
6. ↑  . 纽约时报中文网. 2016-05-27  [2016-08-20]. （原始内容存档于2020-08-13）.